# Smeeni
Smeeni è un comune della Romania di 6 893 abitanti, ubicato nel distretto di Buzău, nella regione storica della Muntenia.
Il comune è formato dall'unione di 7 villaggi: Albești, Bălaia, Călțuna, Lucinei, Moisica, Smeeni, Udați Mînzu. Il centro abitato è attraversato dal 45º parallelo, la linea equidistante fra il Polo nord e l'Equatore.